# Cintura del Limpopo

Mappa dell'Africa del Sud con la localizzazione della cintura del Limpopo.

La cintura del Limpopo è situata nel territorio degli odierni stati del Sudafrica e dello Zimbabwe.
La cintura, larga 250 km e orientata in direzione est-nordest, va a unirsi a sud con il cratone del Kaapvaal e a nord con il cratone dello Zimbabwe. Presenta una zona a facies granulitiche di tectoniti che separano i terrane di granitoidi-rocce verdi dei cratoni del Kaapvaal e Zimbabwe.

## Struttura
La cintura è costituita da rocce metamorfiche fortemente metamorfizzate, che hanno subito un lungo ciclo di metamorfismo e deformazioni che è terminato due miliardi di anni fa, dopo la stabilizzazione dei massicci montuosi adiacenti.
Le zone di delaminazione duttile su grande scala sono una componente integrale dell'architettura della cintura del Limpopo. Esse definiscono i margini tra la cintura e i cratoni adiacenti e separano le varie zone all'interno della cintura. Le zone di delaminazione che formano i margini esterni (settentrionale, meridionale e occidentale) della cintura sono interpretate come strutture di sollevamento della crosta ispessita.
La cintura è suddivisa in tre segmenti: 
- zona centrale
- zona marginale nord
- zona marginale sud.

## Zona centrale del Limpopo
L'evoluzione crostale della zona centrale del Limpopo si può riassumere in tre periodi: 3,2-2,9 Ga (miliardi di anni); ~2,6 Ga e ~2.0 Ga. I primi due periodi sono caratterizzati prevalentemente da attività magmatica che ha portato alla formazione di Tonalite-Trondhjemite-Granodiorite (TTG) dell'Archeano, come i Sand River Gneisses o le intrusioni di granito di Bulai.
Le condizioni di elevato metamorfismo presenti all'inizio del Proterozoico, hanno portato alla parziale fusione di grandi quantitativi di rocce granitiche.
La zona centrale del Limpopo mostra relitti residui di metamorfismo di alto grado risalenti al tardo Archeano. Nella zona marginale nord (NMZ) e nella zona marginale sud (SMZ) che si uniscono rispettivamente ai cratoni dello Zimbabwe e del Kaapvaal, gli ultimi episodi di metamorfismo di alto grado risalgono al tardo Archeano.
I residui della zona centrale sono caratterizzati da una evoluzione p-T antioraria avvenuta circa 2,55 miliardi di anni fa. Nella NMZ ripetute rifusioni della crosta e intrusioni di magma charnoenderbitico sono continuate fino a 2,58 miliardi di anni fa, con tragitti p-T antiorari. Invece la SMZ consiste di granuliti di pressione da medi a alta, che hanno subito una evoluzione p-T in senso orario attorno a 2,69 miliardi di anni fa, seguita da una decompressione e raffreddamento isobarico.
Nella parte settentrionale del cratone del Kaapvaal (cintura di rocce verdi Renosterkoppies e area di Pietersburg) la tettonica si svolse in condizioni di facies anfibolitica circa 2,75 miliardi di anni fa e non dovrebbe pertanto essere correlata agli eventi della cintura del Limpopo. Le differenti unità tettoniche hanno avuto differenti storie tettonometamorfiche durante il tardo Archeano.
La geochimica degli oligoelementi come pure le caratteristiche degli isotopi di Pb e Nd della SMZ sono simili a quelle del cratone del Kaapvaal, con basse concentrazioni di Th e U a livello di 2 e 0,07 ppm. Le basse concentrazioni di U nella SMZ non sono una conseguenza del grado di metamorfismo. La NMZ, che ha concentrazioni più elevate di Th e U (10,8 e 2,5 ppm) come pure di Pb, ha una situazione più simile a quella del confinante cratone dello Zimbabwe.
Le differenze nell'evoluzione tettonica del tardo Archeano tra NMZ, SMZ e cratone del Kaapvaal sono una possibile conseguenza del contenuto di Th e U di queste province.
Secondo uno studio del 1999, il granito di Mahalapye nell'estrema parte occidentale della zona centrale, è un'intrusione post-tettonica che si è cristallizzata 2,023 miliardi di anni fa. Questo suggerisce che l'età di circa 2 miliardi di anni per la parte orientale della zona centrale corrisponde a un metamorfismo avvenuto durante le deformazioni delle zone di delaminazione, piuttosto che a una collisione tra i cratoni del Kaapvaal e dello Zimbabwe come precedentemente proposto.